# Ferdinando Siccardi
Giovanni Battista Bartolomeo Ferdinando Siccardi (Ceva, 29 maggio 1833 – Torino, 29 marzo 1906) è stato un politico e imprenditore italiano.

## Biografia
Parente a titolo non precisato con Giuseppe Siccardi nasce da un'agiata famiglia attiva nell'industria serica e si laurea in giurisprudenza a Torino nel 1856. Forse per desiderio paterno non si dedica da subito alla professione forense e coadiuva i fratelli nella gestione dell'impresa di famiglia. Nel 1862 risulta attivo nell'insegnamento a Carrara, docente di economia e diritto commerciale presso l'istituto tecnico Zaccagna, di cui è stato fondatore e primo preside. Consigliere e presidente della provincia di Cuneo e membro della deputazione provinciale è stato primo segretario e presidente della locale camera di commercio, consigliere d'amministrazione della Banca Commerciale Italiana, fondatore e direttore del periodico fiorentino "L'Appennino". Ha fondato e presieduto la Cartiera Italiana di Serravalle Sesia.